# Телевидение в СССР
Телевидение в СССР появилось в 1931 году и было государственным средством массовой информации. К концу 1980-х годов включало четыре всесоюзных канала (два были доступны во всех регионах в МВ-диапазоне) и республиканские (были доступны во всех союзных республиках, кроме РСФСР).
Руководство телевидением осуществлял Верховный Совет СССР, Государственный комитет СССР по телевидению и радиовещанию (Гостелерадио СССР).

## История телевидения в СССР

### Предыстория
Телевидение в СССР появилось благодаря исследованиям и разработкам ученых и инженеров ещё царской России. Началось всё ещё в конце XIX века с идей П. И. Бахметьева по передаче изображения на расстояние, проекта цветной телевизионной системы А. А. Полумордвинова, создания фотоэлемента А. Г. Столетовым. Первые практические разработки были сделаны профессором Б. Л. Розингом в 1907 году, а 9 мая 1911 года он осуществил первую в мире телепередачу.

### Телевидение в первые годы советской власти
Первая мировая война прервала исследования в области телевидения — армии требовались радиостанции. После Октябрьской революции Российская Социалистическая Федеративная Советская Республика сосредоточилась на развитии радио, на телевидение не хватало ни денег, ни специалистов. Ситуация изменилась только к концу 30-х годов. Поддержка телевидения, как и радио, осуществлялась на правительственном уровне. Более десяти исследовательских групп работало в лабораториях при институтах и заводах: в радиоотделе Всесоюзного электротехнического института и НИИ связи в Москве, в Ленинграде при радиозаводе им. Коминтерна, в Томске (Политехнический институт) и других городах. Параллельно велась разработка и электронных систем, и малострочных электромеханических устройств. Результаты были получены очень быстро.
Профессор А. А. Чернышёв запатентовал в 1925 году прототип видикона, А. П. Константинов и С. И. Катаев в 1931 году независимо друг от друга разработали трубки, аналогичные иконоскопу Зворыкина. Но реализованы эти идеи не были из-за технических сложностей. В 1924 году в Одессе начал свои опыты по передаче изображения Б. П. Грабовский, которые продолжились в Ташкенте. А 26 июля 1928 года Грабовскому впервые в мире удалось передать по радио, без проводов, движущееся изображение с помощью полностью электронной системы телевидения, которую автор изобретения назвал «Телефотом». В дальнейшем аппарат был разбит, группа Грабовского распалась, а советское телевидение пошло по пути развития механических, а не электронных передающих устройств. Этому поспособствовало и то, что механическое телевидение могло передавать изображение по радиоканалам в отличие от электронного, требующего специальных линий.

### Развитие механического телевидения
В 1929 году во Всесоюзном электротехническом институте (ВЭИ) в Москве была создана специализированная лаборатория телевидения, в которую вошли П. В. Шмаков (руководитель), В. И. Архангельский, С. И. Катаев, П. В. Тимофеев, А. М. Шамаев. В скором времени лаборатория, имевшая опыт создания, как приёмной, так и передающей аппаратуры оптико-механического телевидения, продемонстрировала свои разработки руководству Народного комиссариата почт и телеграфов. В 1930 году Наркомпочтель СССР принял решение о создании Московского центра телевещания. Был заключён договор с ВЭИ на разработку и поставку телепередатчика. Лаборатория телевидения успешно справилась с заданием, и уже 29 апреля 1931 года в ВЭИ провели опыты по передаче в эфир радиоизлучения, генерированного телепередатчиком бегущего луча на волне 56,6 м с разложением изображения на 30 строк. Во время экспериментальной трансляции была передана всего лишь одна небольшая фотография. В течение нескольких следующих месяцев состоялись ещё несколько тестовых трансляций, но ни одна из них пока что не поддерживала звуковое сопровождение. На базе этого оборудования в 1931 году был создан Московский радиовещательный технический узел (МРТУ), располагавшийся по адресу ул. 25 Октября, 7 (ныне ул. Никольская). 1 октября 1931 года из него начались регулярные телепередачи в диапазоне средних волн. Эта дата считается официальной датой начала отечественного телевещания. Эксплуатацию оборудования осуществляли специалисты-разработчики ВЭИ: П. В. Шмаков, В. И. Архангельский, Н. Н. Васильев, Н. Н. Орлов и др. Вот что писала газета «Известия» № 271 от 1 октября по поводу запуска телевещания:
С 1 октября 1931 г. в Москве, впервые в СССР, начинаются регулярные передачи движущихся изображений (телевидения) по радио. Передачи организованы Московским радиовещательным узлом НКПиТ под руководством ВЭИ и будут происходить через радиостанцию МОСПС (волна 379 м) ежедневно с 24.00. до 0.30 мин…
В декабре 1931 года в Ленинграде на Всесоюзной конференции по телевидению был принят временный стандарт системы малострочного механического ТВ-вещания СССР: 30 строк, формат 4:3 (общее число элементов разложения 1260, из которых 60 отводилось для передачи строчных синхронизирующих импульсов) при 12,5 кадр/с, полоса 7200 Гц. Такие параметры соответствовали международному уровню и обеспечивали совместимость отечественной и зарубежной передающей и приёмной аппаратуры.
Для приёма передач с 1932 по 1936 годы в Ленинграде на заводе «Коминтерн» выпускались первые советские телевизоры «Б-2».
Передачи оптико-механического телевидения принимались во многих городах, в том числе в Ленинграде, Нижнем Новгороде, Томске.
1 мая 1932 года телезрителям впервые был показан фильм о параде и демонстрации трудящихся Москвы, посвящённый первомайскому празднику. Телевизионные операторы вели съёмки на Красной площади, Пушкинской площади, Тверской улице. Дикторов радио, которые вели передачи из здания ГУМа и из разных городов страны, с эфира записывали на киноплёнку.
2 мая 1932 года начались регулярные передачи телевидения с разложением изображения на 30 строк ленинградскими радиостанциями РВ-70 и РВ-53. Со второй половины 1932 года телевизионные передачи почти ежедневно вело Московское радио. Они шли через средневолновые радиовещательные станции, и их принимали на европейской территории страны. Передачи проводились после полуночи. Радиоприёмник для приёма телепередачи «ЭЧС» был разработан в 1930 году и выпущен в производство в 1932-м. Во всей стране насчитывалось несколько сотен телевизоров.
15 ноября 1934 года в СССР была проведена первая передача телевизионной программы со звуковым сопровождением. Длилась она 25 минут и представляла собой эстрадный концерт. Иван Москвин прочитал рассказ Чехова «Злоумышленник», затем выступили певица и балетная пара. Балериной была Горбунова Надежда Михайловна, телеоператором её муж Константинов Анатолий Борисович.
Вещание малострочного телевидения оптико-механической системы в СССР через московские радиостанции было прекращено 1 апреля 1940 года.

### Развитие электронного телевидения в СССР
Строительство телевизионных центров с применением электронных систем, началось в СССР в 1937 году. В сентябре 1938-го начал телевизионное вещание Ленинградский телецентр. На нём использовалось отечественное оборудование со стандартом разложения на 240 строк. Для приёма изображения служил телевизор «ВРК» (Всесоюзный радиокомитет).
5 ноября 1938 года началась регулярная эксплуатация Московского телевизионного центра (МТЦ) на Шаболовке. Был показан концерт, а в последующие дни — кинофильмы «Человек с ружьём» и «Ленин в Октябре». 31 декабря МТЦ был официально принят государственной комиссией. Московский телецентр вещал в «американском» стандарте на 343 строки и был оснащён оборудованием американской компании RCA. Для просмотра телепередач использовался первый электронный приёмник «ТК-1», выпущенный заводом «Коминтерн» в том же 1938 году по технологии RCA, который в 1940 году был заменён отечественным телевизором «17ТН-1», выпускавшимся ленинградским заводом «Радист».
27 декабря 1940 года был утверждён ГОСТ 60-40 «Телевидение. Основные параметры телевизионного вещания»: число строк 441, частота 25 кадров в секунду, чересстрочное разложение. 1 мая 1941 года Московский телецентр был остановлен на реконструкцию с целью организации передач и приёма изображения по новому стандарту. Начавшаяся война нарушила все планы. Телецентры прекратили вещание.
После войны первым в Европе 7 мая 1945 года возобновил передачи Московский телецентр по довоенному стандарту. Ленинградский телецентр был переоборудован на четкость в 441 строку и пущен 7 ноября 1947 года.
В 1948 году в СССР был внедрён современный стандарт, предусматривающий разложение телевизионного изображения на 625 строк, проект которого был разработан ещё в 1944-м. Началось систематическое развитие технических средств телевидения. В июне 1949 года был сдан в эксплуатацию весь комплекс реконструированного Московского телецентра, расположенного на ул. Шаболовка, 53.
В 1946—1949 годах выпускались телевизоры «Ленинград Т-1» и «Москвич Т-1». В 1949 году на Александровском радиозаводе началось производство первого массового телевизора «КВН-49» (по первым буквам фамилий конструкторов — Кенигсон, Варшавский, Николаевский).
С 1951 года Центральное телевидение перешло на ежедневные телевизионные передачи в Москве. В 1950—1955 гг. началось распространение телевизионного вещания по всей территории страны. На первых этапах в разных городах (в Харькове (первый), Калинине, Горьком, Одессе, Риге, Томске, Свердловске, Омске, Владивостоке, Уфе, Нальчике, Архангельске, Воронеже, Севастополе, Гомеле, Хабаровске, Барнауле, Перми, Казани, Комсомольске-на-Амуре) возникали временные любительские телестудии. 15 сентября 1955 года было принято постановление Совета Министров «О мероприятиях по дальнейшему развитию телевизионного вещания в СССР», где было дано указание о постройке телевизионных центров и ретрансляционных станций. В 1954 году было всего три программных телевизионных центра (в Москве, Ленинграде, Киеве), в 1955 — девять (в Калинине, Таллине, Харькове, Свердловске, Томске, Омске), в 1956 — девятнадцать (в Минске, Вильнюсе, Баку, Тбилиси, Ташкенте, Ереване, Владивостоке, Сталино, Сталиногорске, Риге), в 1957 — двадцать (Новосибирск), в 1960 — 84 телецентра, в 1965—121 телецентр, в 1970—130.
В 1951 году было начато строительство кабельной телевизионной линии Москва — Ленинград (КМ-3). 1 марта 1955 года в Калинине начал работу первый в СССР ретранслятор, получавший телевизионный сигнал по кабелю из Москвы. Строительство радиорелейных и кабельных магистралей позволило осуществить строительство ретрансляционных телевизионных станций, получавших программу по междугородным линиям связи.

### Переход на цветное вещание
Поскольку в послевоенные годы парк телевизоров в СССР был невелик, в 1953 году была предпринята попытка внедрения системы цветного телевидения с последовательной передачей цветных полей. Это была советская версия устаревшей американской системы CBS, несовместимой с чёрно-белыми телевизорами. При стандарте разложения в 525 строк за секунду передавались 150 цветоделённых полукадров, по 3 на каждое поле. Первая опытная станция цветного телевидения (ОСЦТ-1) была построена в Москве, на Шаболовке и работала с 5 ноября 1953 по 5 декабря 1955 года. Затем её аппаратура была переделана на чёрно-белый стандарт, и с её помощью в Москве в начале 1956 года началось регулярное вещание по второй программе Центрального телевидения.
15 февраля 1957 года вышло Постановление Совета Министров СССР «О мерах по быстрейшему внедрению цветного телевидения» — с поручением начать в 1958 году опытное вещание уже по совместимой с чёрно-белым вещанием системе. К ноябрю 1959 года на Шаболовке была смонтирована ОСЦТ-2, начавшая 14 января 1960 года регулярное цветное вещание по советской версии NTSC под названием «ОСКМ» (одновременная система с квадратурной модуляцией).
Результаты тестирования иностранных систем цветного телевидения и советской «ЦТ НИИР» выявили преимущества французской SÉCAM при трансляции телесигнала на большие расстояния. 22 марта 1965 года было заключено «Соглашение между Правительством Союза Советских Социалистических Республик и Правительством Французской Республики о сотрудничестве в области цветного телевидения». 26 июня 1966 года на территории СССР была принята за основу совместная система цветного телевещания «SÉCAM–III». 1 октября 1967 года в СССР началось регулярное цветное телевещание по системе SÉCAM. Первая широковещательная цветная телепередача по этому стандарту в СССР состоялась 7 ноября 1967 года из ОСЦТ-3, оборудованной аппаратурой французской фирмы «Томсон-ЦСФ».
С 1 января 1978 года все программы Центрального Телевидения начали передаваться в цвете.

## Телевидение в 1960—1990-е годы
С 1 января 1962 года была отменена регистрация радиоприёмников и телевизоров, введённая для радиоприёмников ещё в 1924 году.
В 1965 году был выведен на орбиту первый отечественный спутник «Молния-1», давший возможность транслировать телевизионные программы, что стало новым значительным импульсом в развитии ТВ. В 1967 году стала действовать национальная система спутникового телевещания «Орбита», позволившая транслировать передачи из Москвы на всю территорию СССР и увеличить телеаудиторию сразу на 20 млн человек за счёт районов Крайнего Севера, Дальнего Востока и Средней Азии. Выдающимся событием также стала сдача в эксплуатацию в 1967 году Останкинской телевизионной башни и телецентра. В 1976 году была введена в эксплуатацию новая спутниковая система «Экран», которая позволила принимать передачи Центрального телевидения на территории Сибири и Дальнего Востока.
Постановление ЦК КПСС и Совмина СССР от 20 августа 1984 года «О развитии в 1984—1990 годах материально-технической базы телевизионного вещания страны» создало базу для серьёзного качественного скачка в данной области. Программа по развитию телевидения предусматривала строительство новых и реконструкцию действующих передающих станций и предприятий по выпуску телевизионного оборудования, создание новых спутниковых систем связи, производство цифрового телевизионного оборудования, разработку системы телевидения высокой четкости. Если в 1984 году первую программу общесоюзного телевидения принимало 92 % населения, а две программы — 75 %, то в 1990 году планировалось довести эти цифры до 97 % и 87 %.
8 февраля 1991 года вместо Гостелерадио СССР была создана Всесоюзная государственная телерадиовещательная компания. 26 декабря 1991 года Совет Республик Верховного Совета СССР принял декларацию о прекращении существования СССР. 27 декабря 1991 года в связи с распадом СССР ЦТ СССР было упразднено.

## Первые телепередачи
- 02.05.1949 — первая внестудийная передача Московского телецентра. Это был репортаж о футбольном матче со стадиона «Динамо». Его вёл Вадим Синявский[26][27].
- 27.10.1954 — первый номер телевизионного журнала «Искусство».
- 25.06.1956 — первый номер телевизионного журнала «Знание».
- 04.12.1957 — первый номер телевизионного журнала «Для вас, женщины».
- 23.02.1960 — первый номер телевизионного журнала «Здоровье». Ведущая Ю. Белянчикова.
- 18.03.1960 — первая передача «Телевизионного клуба кинопутешествий» (впоследствии «Клуб путешественников»).
- 08.11.1961 — первая передача для молодёжи «КВН».
- 06.04.1962 — первый выпуск музыкально-развлекательной передачи ЦТ «Голубой огонёк».
- 21.10.1962 — первая передача информационно-музыкальной программы «Музыкальный киоск».
- 21.10.1962 — первая передача ежемесячного кинообозрения «Кинопанорама».
- 03.12.1963 — первый выпуск передачи о сельском хозяйстве «Сельский час».
- 01.09.1964 — по Второй программе ЦТ введена передача «Спокойной ночи, малыши!»
- 03.10.1965 — первый выпуск утренней передачи для детей «Будильник».
- 16.01.1966 — первый выпуск комедийной передачи «Кабачок „13 стульев“».
- 23.02.1967 — первый выпуск военной передачи «Служу Советскому Союзу!».
- 01.01.1968 — в первый раз появилась информационная программа Центрального телевидения «Время».
- 17.04.1968 — первая телепередача о животных «В мире животных».
- 10.03.1970 — первый выпуск правового видеоканала «Человек и закон»
- 01.01.1972 — первый выпуск ежегодного телефестиваля «Песня года».
- 24.02.1973 — первая научная передача ЦТ «Очевидное — невероятное».
- 07.09.1974 — первый выпуск развлекательной передачи ЦТ «Утренняя почта».
- 04.01.1975 — по Первой программе ЦТ вышла в эфир детская передача «АБВГДейка».
- 04.09.1975 — первый выпуск телевизионной игры «Что? Где? Когда?».
- 04.09.1976 — первый выпуск передачи для детей «В гостях у сказки».
- 15.09.1978 — первый выпуск юмористической передачи «Вокруг смеха».
- 18.10.1983 — по Первой программе ЦТ вышла в эфир молодёжная передача «До 16 и старше…».
- 10.02.1985 — первый выпуск информационной передачи «Новости».
- 07.02.1986 — первый выпуск музыкальной передачи ЦТ «Играй, гармонь любимая!».
- 07.03.1987 — первый выпуск информационно-развлекательной передачи «До и после полуночи».
- 01.10.1987 — первый выпуск юмористической передачи «Аншлаг».
- 02.10.1987 — первый выпуск вечерней передачи «Взгляд».
- 25.01.1989 — первый выпуск молодёжно-развлекательной передачи «Марафон-15».
- 05.02.1989 — первый выпуск музыкальной передачи «Программа „А“».
- 07.03.1989 — первый выпуск молодёжно-музыкальной программы «50х50».
- 12.11.1989 — первый выпуск информационно-аналитической передачи «7 дней».
- 26.10.1990 — первый выпуск капитал-шоу Поле чудес